# Народный учитель Российской Федерации
«Наро́дный учи́тель Росси́йской Федера́ции» — является высшим почётным званием Российской Федерации за выдающиеся заслуги в области педагогики. Входит в государственную наградную систему Российской Федерации.

## Основания для присвоения
Почётное звание «Народный учитель Российской Федерации» присваивается учителям, преподавателям и другим работникам образовательных учреждений, которые внесли выдающийся вклад в развитие отечественного образования, его популяризацию, ученики которых добились высоких результатов в научной, общественной и производственной сферах.
Почётное звание «Народный учитель Российской Федерации» присваивается согласно статуту не ранее, чем через 5 лет, а фактически — не ранее чем через 10 лет после присвоения почетного звания «Заслуженный учитель Российской Федерации» или «Заслуженный работник высшей школы Российской Федерации».

## Порядок присвоения
Президент Российской Федерации издаёт указ о присвоении почётного звания «Народный учитель Российской Федерации» один раз в год в преддверии празднования Дня учителя (5 октября).

## История звания
Почётное звание «Народный учитель Российской Федерации» установлено Указом Президента Российской Федерации от 2 марта 2000 года № 463 «О внесении дополнения в указ Президента Российской Федерации от 30 декабря 1995 г. № 1341 „Об установлении почётных званий Российской Федерации, утверждении положений о почётных званиях и описания нагрудного знака к почётным званиям Российской Федерации“». Тем же указом утверждено первоначальное Положение о почётном звании, в котором говорилось:
Почётное звание «Народный учитель Российской Федерации» присваивается не ранее чем через пять лет после присвоения почётного звания «Заслуженный учитель Российской Федерации» учителям, преподавателям, воспитателям и другим работникам образовательных учреждений, которые внесли выдающийся вклад в отечественное образование и получили широкое общественное признание.
В настоящем виде Положение о почётном звании утверждено Указом Президента Российской Федерации от 7 сентября 2010 года № 1099 «О мерах по совершенствованию государственной наградной системы Российской Федерации».

## Нагрудный знак
Нагрудный знак имеет единую для почётных званий Российской Федерации форму и изготавливается из серебра высотой 40 мм и шириной 30 мм. Он имеет форму овального венка, образуемого лавровой и дубовой ветвями. Перекрещенные внизу концы ветвей перевязаны бантом. На верхней части венка располагается Государственный герб Российской Федерации. На лицевой стороне, в центральной части, на венок наложен картуш с надписью — наименованием почётного звания.
На оборотной стороне имеется булавка для прикрепления нагрудного знака к одежде. Нагрудный знак носится на правой стороне груди.
Нагрудные знаки почётного звания «Народный учитель Российской Федерации», выдаваемые после 7 сентября 2010 года, позолочены.